# Dangjeok
 (août 2020).
Le contenu est difficilement compréhensible vu les erreurs de traduction, qui sont peut-être dues à l'utilisation d'un logiciel de traduction automatique.
Le dangjeok (Hangeul : 당적, hanja : 唐笛, littéralement : flûte des Tang, traduction coréenne de dizi) est une petite flûte traversière faite dans du bambou,  de la famille des bois, utilisée dans la musique traditionnelle coréenne, qui est légèrement plus petite que le junggeum  (également appelé chunggum ou chunggŭm).

## Historique
Le dangjoek est d'origine chinoise, le plus ancien paixiao découvert, a été estimé provenir d'une date qui se situe entre la dynastie Shang et le début de la dynastie Zhou (vers -1046). Le dangjeok est un  aérophone, c'est-à-dire un instrument dont le son est produit grâce aux vibrations d'une colonne d'air provoquées par le souffle d'un instrumentiste .
Conformément à l’ancien « canon » de la musique coréenne, l'Akhak gwebeom (coréen : 악학궤범) rédigé au XVe siècle, sous la dynastie Joseon, la plage du dangjoek est limitée à une octave et demi. Dans les orchestres, l'instrument est pratiquement toujours accompagné par le luth et le xylophone coréens .

## Jeu
Le tang-jok ou dangjeok se joue à l'horizontal tout comme son jumeau le chung'gum. Bien que plus petit par sa taille, il n'est pas facile de différencier tant leur structure que la manière de les utiliser Bien souvent ils sont confondus, et leur différence réside dans le nombre des orifices qu'ils comportent. Le gangjeok (tang-jok) possède un total de sept trous : un chalumeau et six trous pour les doigts, alors que le sogum possède un total de huit trous : un chalumeau et sept trous pour les doigts. 
Rénové pour en améliorer la portée, il est fait de bambou jaune ou de bambou malade, et il ne possède qu'un seul orifice de soufflage et sept trous nécessaires au contrôle du son, bien que le septième trou ne soit pas utilisé. Parmi les instruments traditionnels et actuels d’origine coréenne, le dangjeok est celui qui possède un son le plus aigu. Modernisé, il a été transformé en un instrument utilisé pour le folklore en lui donnant une tonalité proche de celle qui est produite par le daegeum.